# Linköpings Fotboll Club
El Linköpings Fotboll Club es un club de fútbol femenino sueco. Viste de azul, y juega en la Damallsvenskan, en el Linköping Arena de Linköping.

## Historia
El club fue fundado en 2003, y al año siguiente debutó en la Damallsvenskan, categoría que ha mantenido desde entonces siendo campeón tres veces.
Han jugado en varias ocasiones la Liga de Campeones. En 2011 alcanzaron los cuartos de final, así como en 2015 y 2018.

## Títulos
- Damallsvenskan (3): 2009, 2016, 2017
- Copa de Suecia (5): 2006, 2008, 2009, 2014, 2015

## Historial en la Liga de Campeones
| Temporada | Ronda                  | Club                     | Fuera | Casa  | Resultado |
| --------- | ---------------------- | ------------------------ | ----- | ----- | --------- |
| 2009–2010 | Ronda de clasificación | Roma Calfa               | –     | 11–0  | –         |
| 2009–2010 | Ronda de clasificación | Glentoran Belfast United | –     | 3–0   | –         |
| 2009–2010 | Ronda de clasificación | Clujana Cluj-Napoca      | –     | 6–0   | –         |
| 2009–2010 | Dieciseisavos de final | FC Zürich                | 2–0 1 | 3–0   | 5–0       |
| 2009–2010 | Octavos de final       | FCR 2001 Duisburg        | 1–1 1 | 0–2   | 1–3       |
| 2010–2011 | Dieciseisavos de final | Krka Novo Mesto          | 7–0 1 | 5–0   | 12–0      |
| 2010–2011 | Octavos de final       | Sparta Prague            | 1–0   | 2–0 1 | 3–0       |
| 2010–2011 | Cuartos de final       | Arsenal                  | 1–1 1 | 2–2   | 3–3 (rgv) |
| 2014–2015 | Dieciseisavos de final | Liverpool FC             | 1–2 1 | 3–0   | 4–2       |
| 2014–2015 | Octavos de final       | Zvezda Perm              | 0–3   | 5–0 1 | 5–3       |
| 2014–2015 | Cuartos de final       | Brøndby                  | 1–1   | 0–1 1 | 1–2       |
| 2017–2018 | Dieciseisavos de final | Apollon Limassol         | 1–0 1 | 3–0   | 4–0       |
| 2017–2018 | Octavos de final       | Sparta Prague            | 1–1 1 | 3–0   | 4–1       |
| 2017–2018 | Cuartos de final       | Manchester City          | 0–2 1 | 3–5   | 3–7       |
| 2018–2019 | Dieciseisavos de final | Zhytlobud-1 Járkov       | 6–1 1 | 4–0   | 10–1      |
| 2018–2019 | Octavos de final       | Paris Saint-Germain      | 2–3   | 0–2 1 | 2–5       |

1 Primera vuelta.

## Plantilla 2021

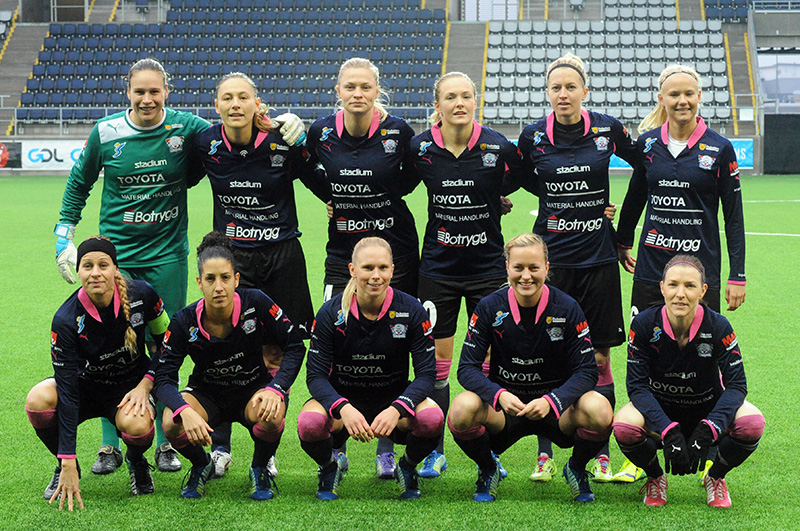
El equipo en noviembre de 2014.

Actualizado el 17 de octubre de 2021

## Exjugadoras internacionales
- Dafina Memedov

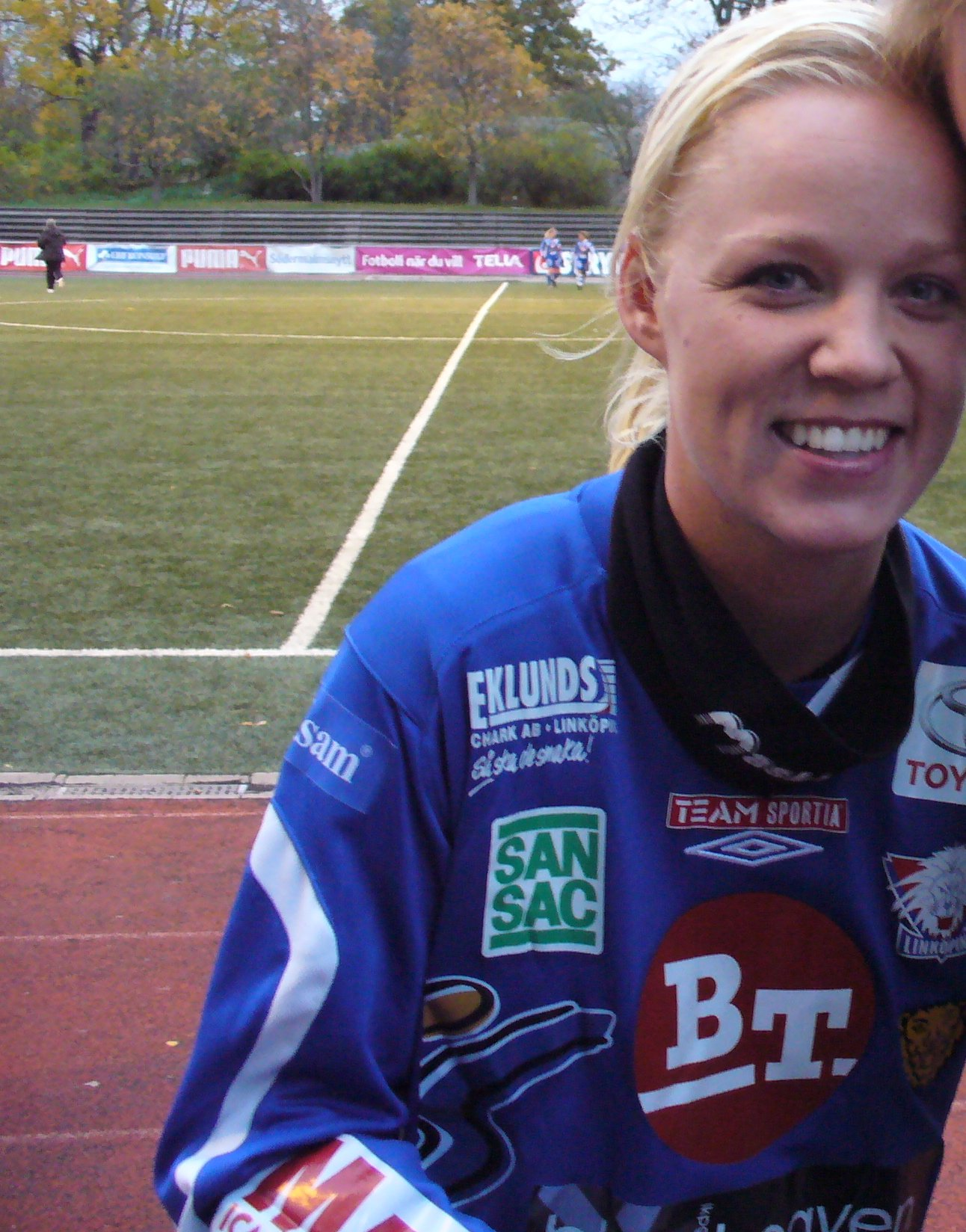
Seger, con el uniforme del Linköping en octubre de 2007

- Kate Gill, Lisa De Vanna
- Lidija Kulis
- Daniela Alves, Cristiane
- Julie Bukh, Catherine Sorensen, Pernille Harder
- Manon Melis
- Karen Bardsley
- Margret Vidarsdóttir
- Faith Ikidi
- Nora Berge, Ingrid Schjelderup
- Kosovare Asllani, Nilla Fischer, Louise Fors, Jessica Landström, Petra Larsson, Sara Larsson, Sofia Lundgren, Josefine Öqvist, Jessica Samuelsson, Caroline Seger, Magdalena Eriksson, Fridolina Rolfö